# Улица Мераба Коставы
Улица Мераба Коставы (груз. მერაბ კოსტავას ქუჩა) — улица в Тбилиси, от площади Первой Республики до Площади Героев. Продолжение проспекта Руставели.

## История
Историческое название — Ольгинская. В советские времена носила имя создателя советского государства Ленина.
Начальный участок улицы был застроен в конце XIX — начале XX века. Здание окружного суда (1870-е) выстроено в классическом стиле, институт акушерства (начало XX века) — в стиле модерн.
В 1927 году создан Тбилисский зоопарк.
В 1930-е годы улица была продлена и на пересечении с проложенной новой улицей (прокоп Челюскинцев) к новому мосту через Куру образована Площадь Героев.
В 1936 году на примыкающей к улице территории разбит парк имени Кирова (ныне — парк Вере). Вместо построенного в 1928 году жилого дома в псевдогрузинском стиле (архитектор В. Якубович) в 1971 году возведено здание концертного зала Тбилисской филармонии (архитектор И. Чхенкели).
В д.71 располагалось управление «Самтрест»
Современное название в честь Мераба Коставы (1939—1989) — грузинского диссидента, музыканта и поэта, одного из лидеров движения за отделение Грузии от СССР в конце 1980-х гг.

## Достопримечательности

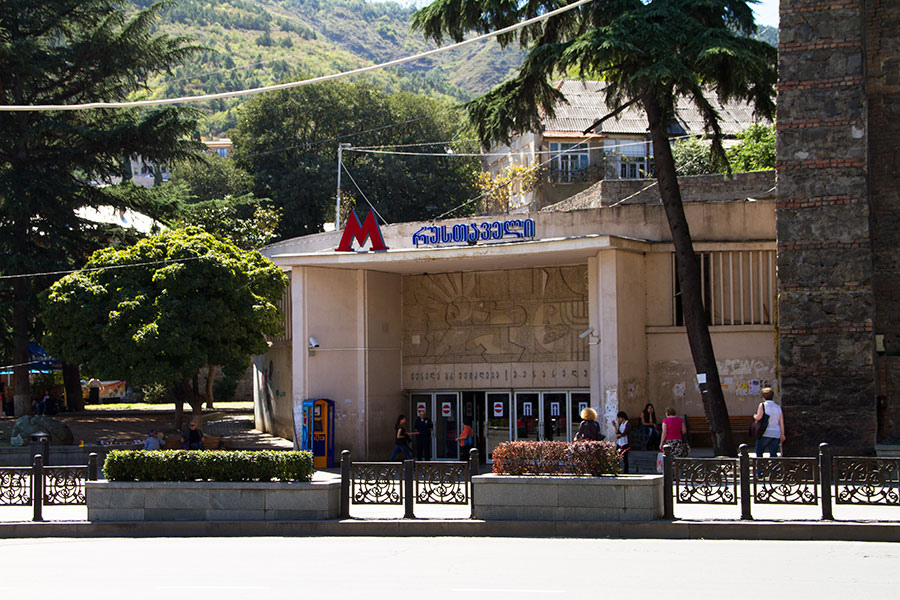
Станция метро «Руставели»

- д. 25 — архитектор Александр Озеров (1905)
- д. 36/1 — Тбилисская филармония
- д. 64 — Тбилисский зоопарк
- д. 77 — Грузинский технический университет

## Известные жители
д. 20 — Иосиф Бараташвили.
д. 63 — Нодар Цинцадзе

## Улица в кинематографе
На улице был снят ряд эпизодов фильма «Свадьба» (1964).